# Aplocera fraternata
Aplocera fraternata là một loài bướm đêm trong họ Geometridae.